# Han Pil-Hwa
Han Pil-Hwa, född 21 januari 1942, är en nordkoreansk före detta skridskoåkare. Hon blev olympisk silvermedaljör på 3 000 meter vid vinterspelen 1964 i Innsbruck.

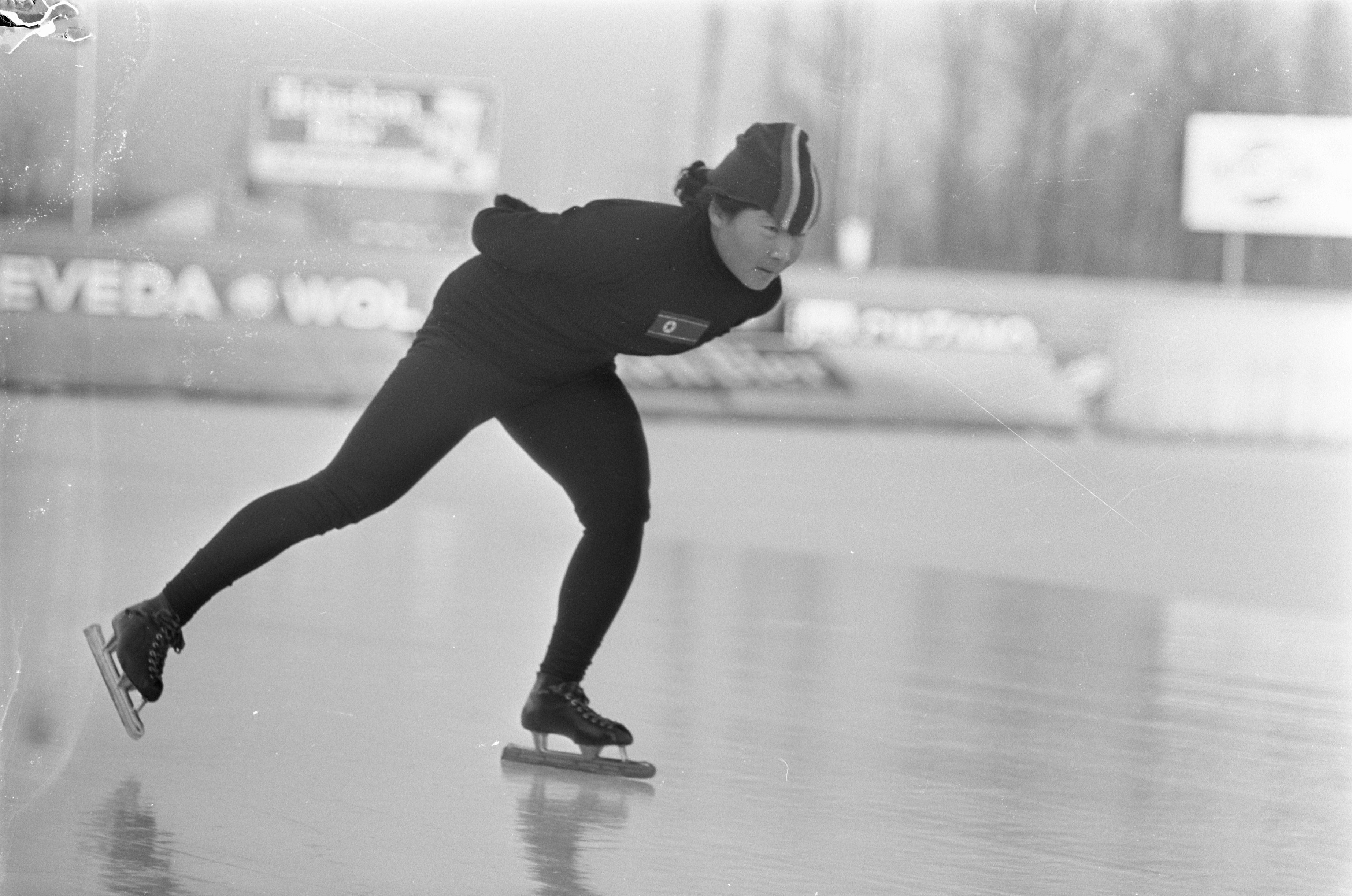
Han Pil-Hwa, 1967